# Loučná (Višňová)
Loučná (německy Lautsche) je malá vesnice, část obce Višňová v okrese Liberec. Nachází se asi tři kilometry severně od Višňové. Loučná leží v katastrálním území Andělka o výměře 9,66 km².

## Historie
První písemná zmínka o vesnici pochází z roku 1454.

## Fotogalerie

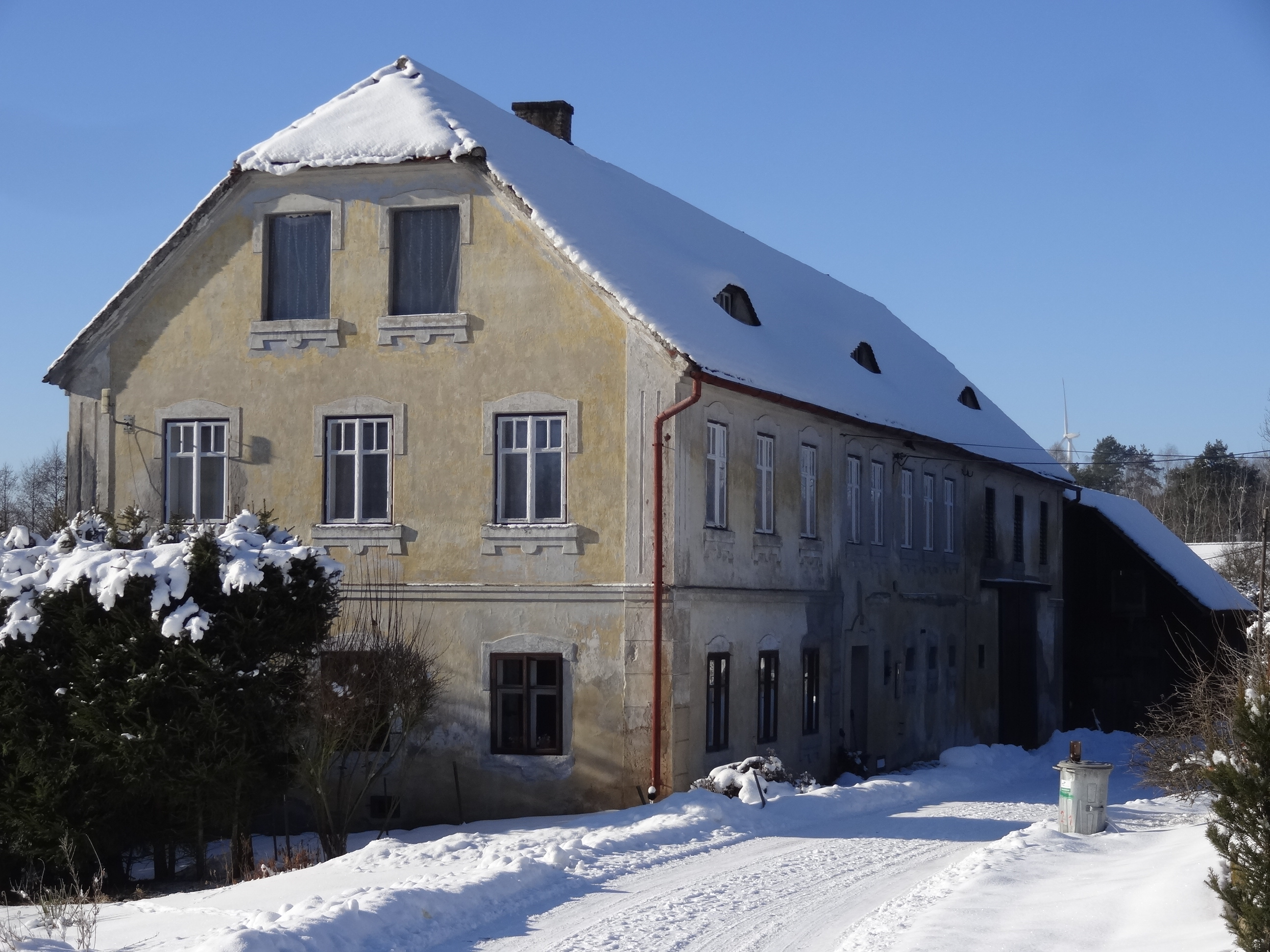
Dům čp. 21
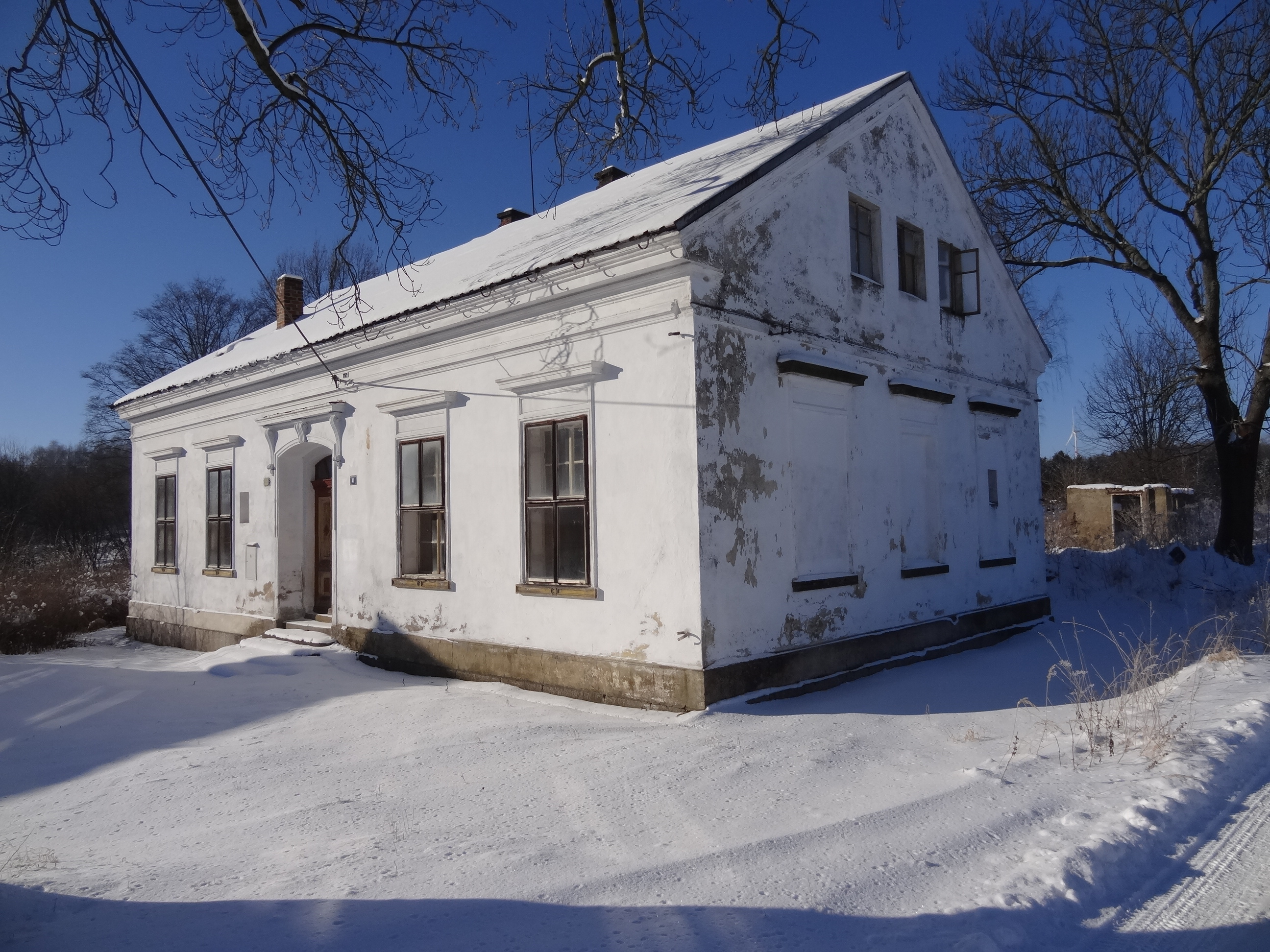
Stavení čp. 14 (snad bývalá škola)
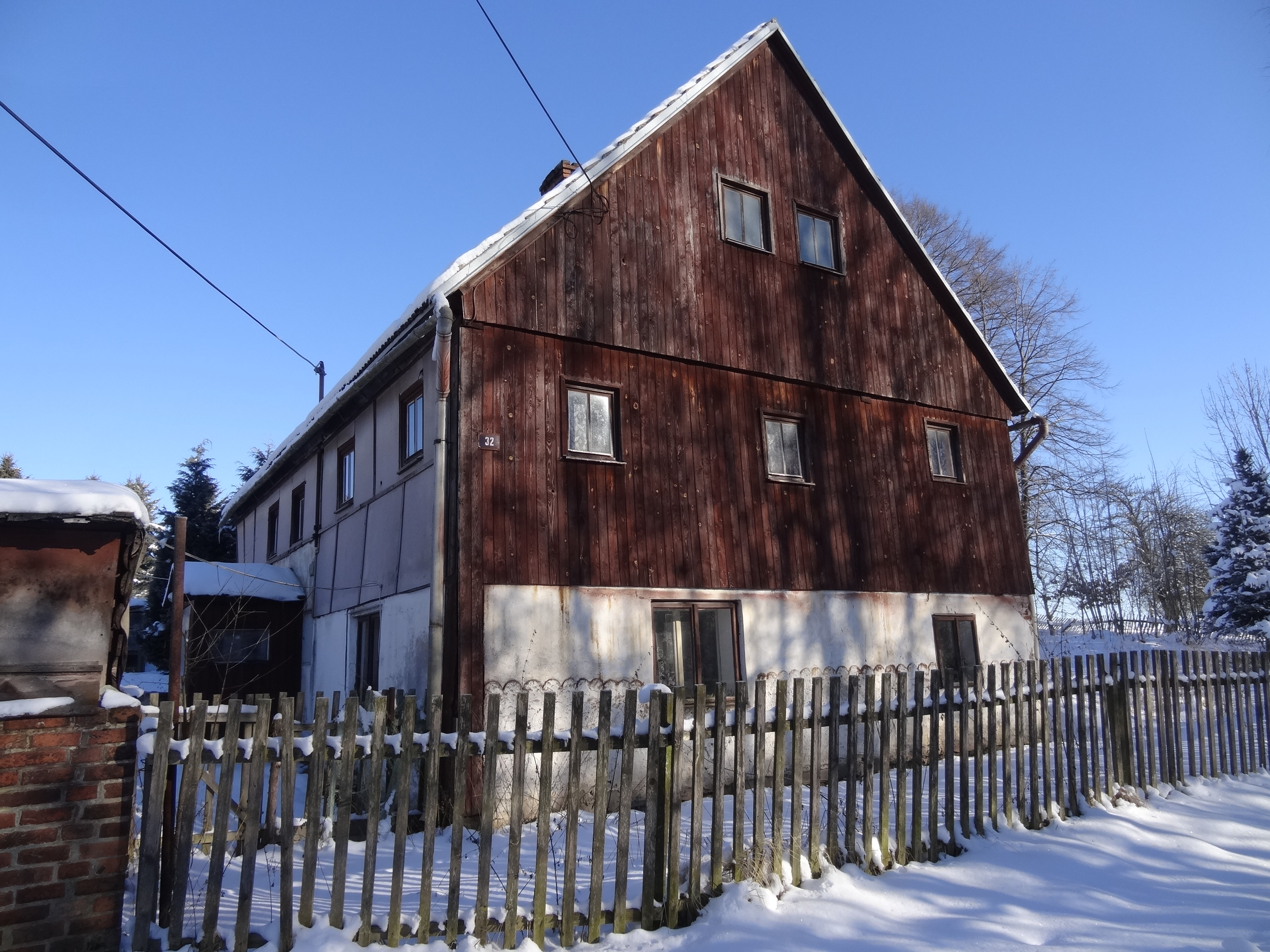
Chalupa čp. 32
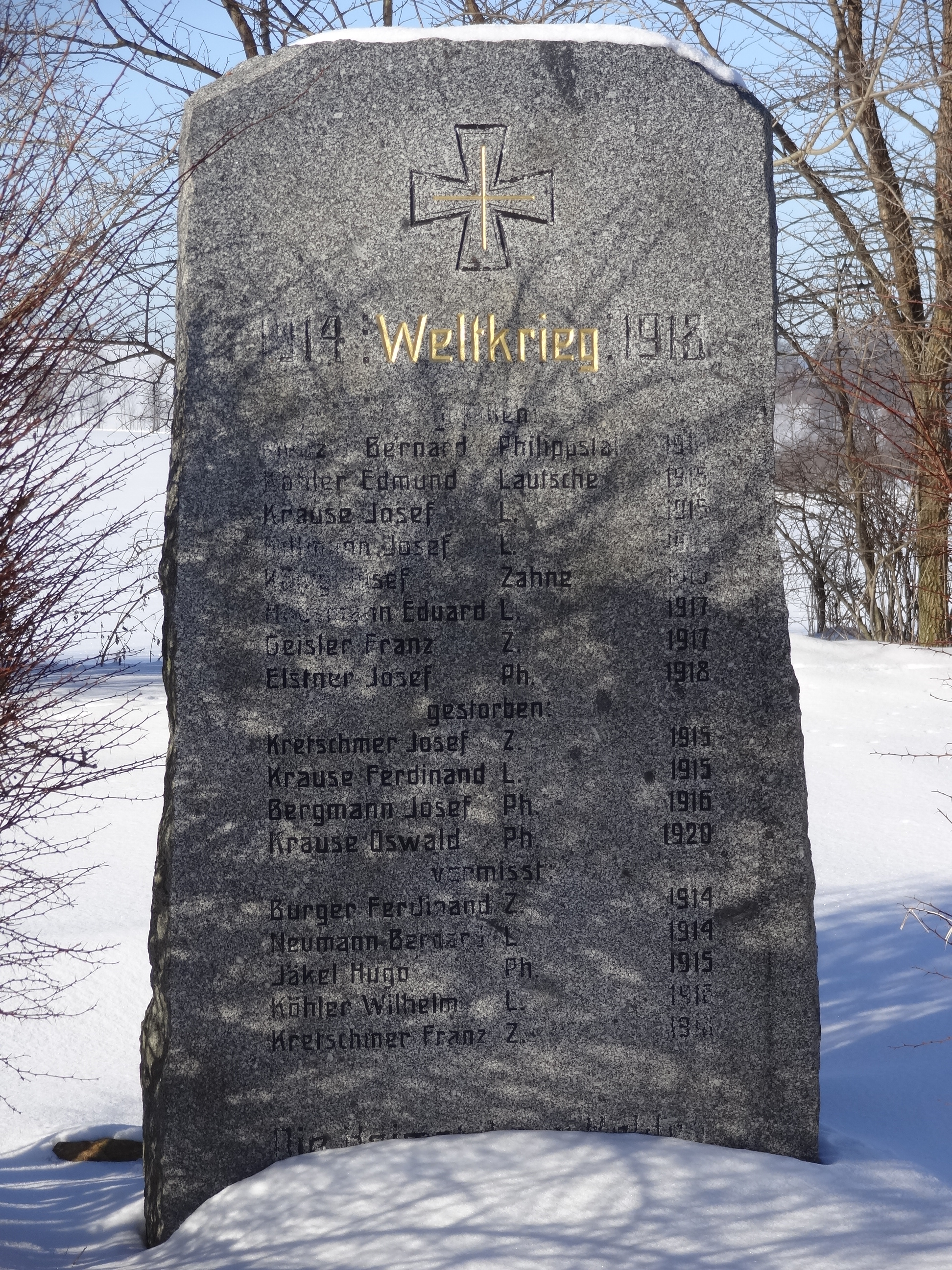
Pomník padlým v první světové válce severně od vsi
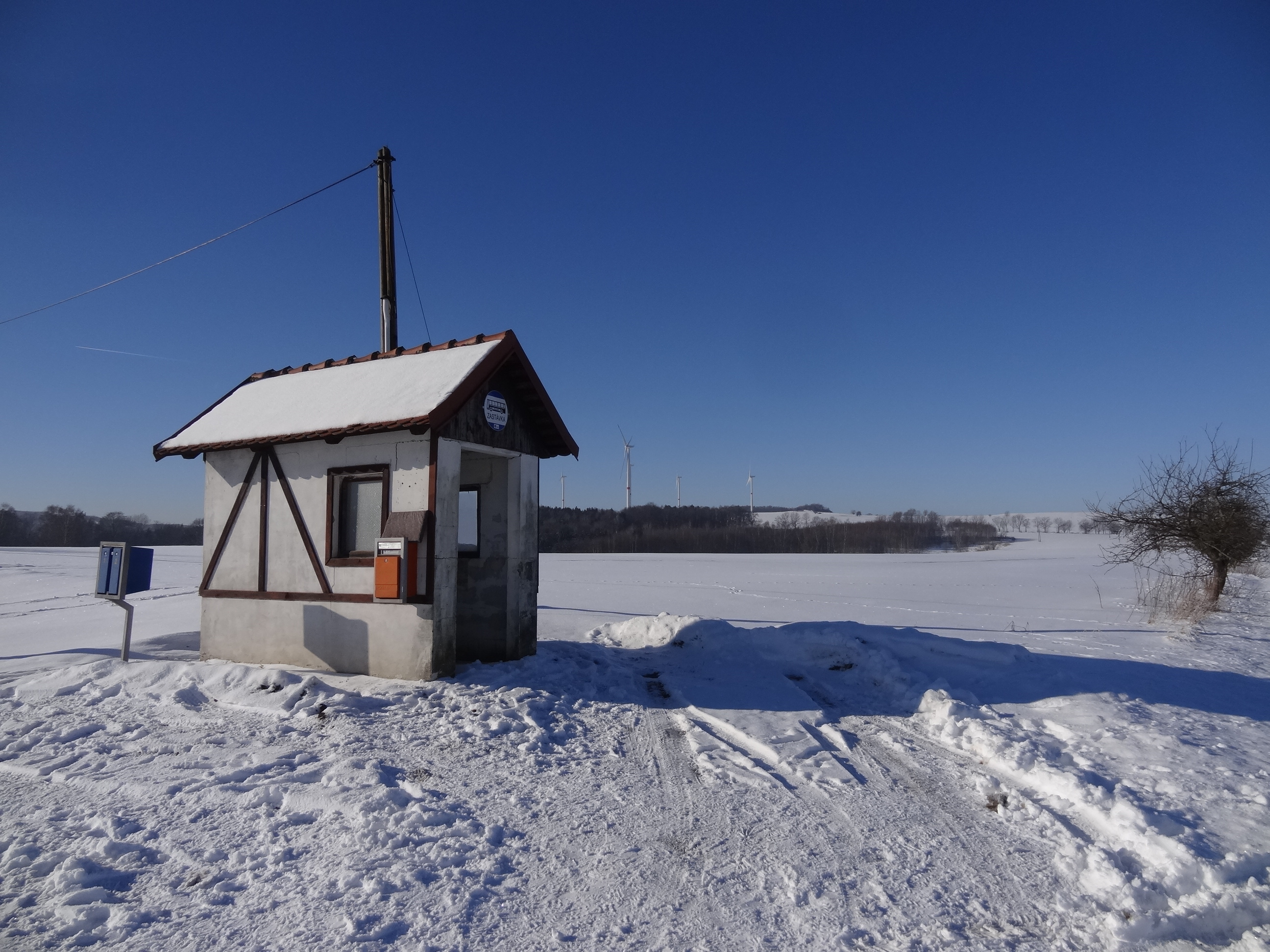
Autobusová zastávka při silnici Filipovka–Andělka
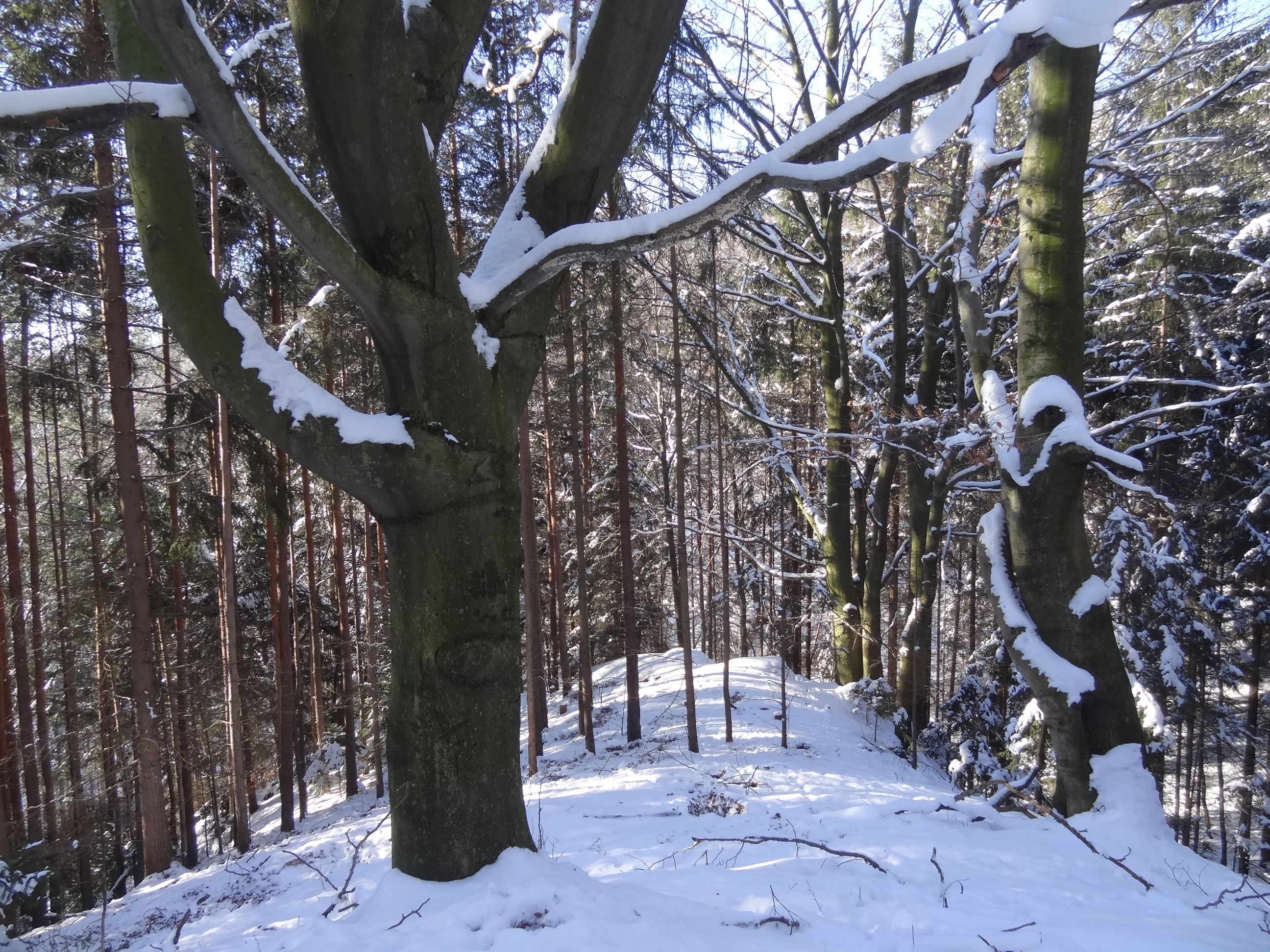
Slovanské hradiště Loučná – Saň